# Derek Smalls

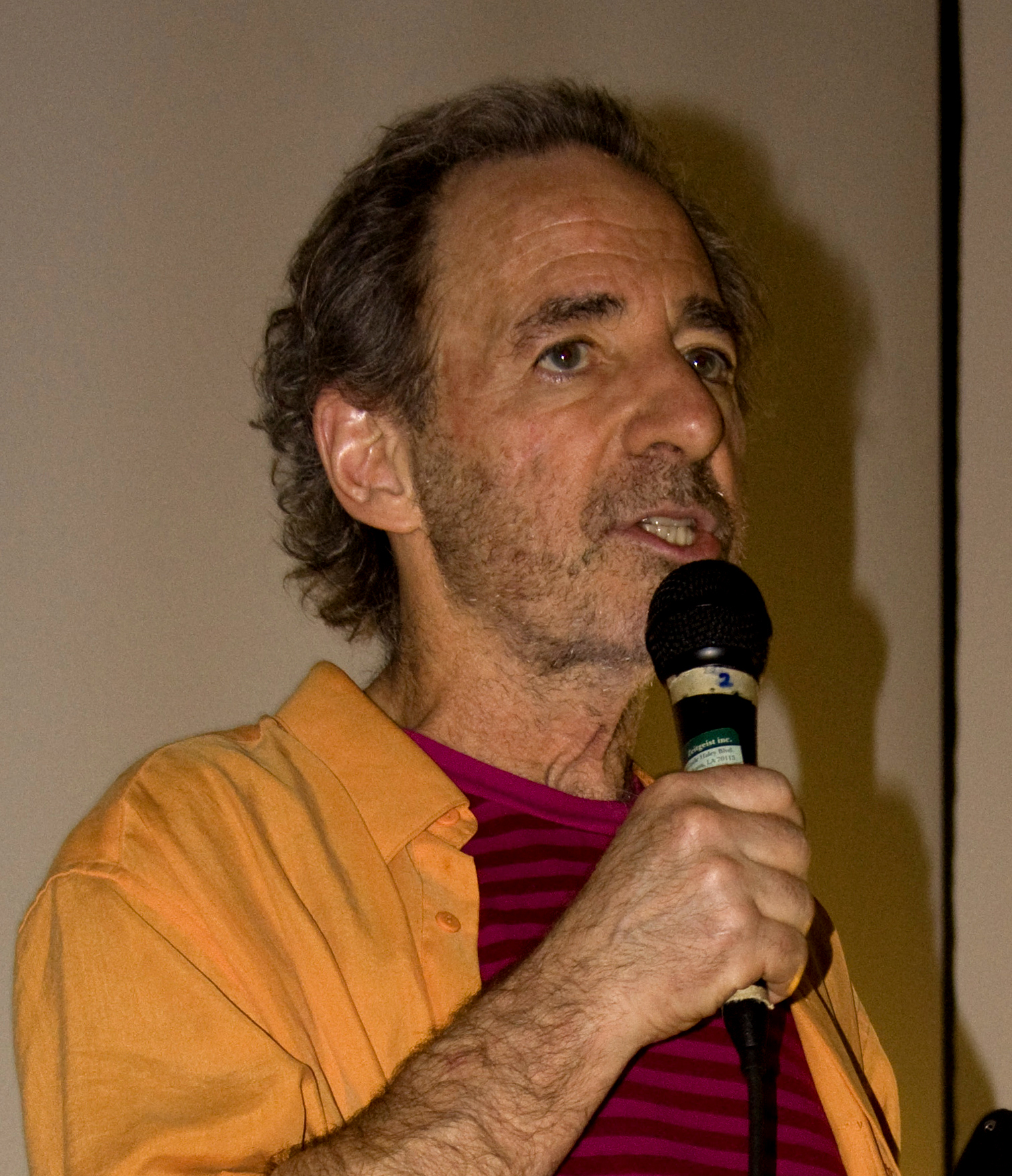
Harry Shearer, actor que interpretó a Derek Smalls.

Derek Albion Smalls es un personaje ficticio interpretado por el actor Harry Shearer en la película This is Spinal Tap. Es el bajista de la banda de rock Spinal Tap, la cual está compuesta por el guitarrista Nigel Tufnel (Christopher Guest) y David St. Hubbins (Michael McKean).  
El personaje está basado en parte en el vocalista y bajista de la banda Motorhead, Lemmy Kilmister, aunque en escenario presenta algunas semejanzas con Steve Dawson de la agrupación Saxon. 
Dicho personaje apareció en el proyecto Hear n' Aid, acompañado de músicos famosos de la escena Hard Rock y Heavy Metal, como Ronnie James Dio, Rob Halford, Geoff Tate y los guitarristas de la agrupación británica Iron Maiden, además de David St. Hubbins, vocalista de la mencionada banda ficticia Spinal Tap.